# 박석우
박석우(朴錫雨, 1947년 1월 5일 ~)는 신자유민주연합의 대표이다.